# حب الشباب المهني
حب الشباب المهني هو أحد أنواع حب الشباب، يحدث بسبب التعرض لمجموعات مختلفة من المركبات، منها مشتقات قطران الفحم وزيوت القطع غير الذائبة والمركبات الكلورية العضوية (مثل كلورنفثالين وكلور ثنائي الفنيل وكلور ثنائي الفنيلوكسيد).:499